# Segelechsen
Segelechsen (Hydrosaurus) sind eine Gattung sehr großer Echsen aus dem südostasiatischen Raum, die zur Familie der Agamen gehören. Ihren Namen haben sie von einem großen, von Wirbelfortsätzen gestützten Hautsegel, welches sich über den Schwanz der Männchen erstreckt und bei den Weibchen nur andeutungsweise vorhanden ist.

## Vorkommen
Jede der fünf Arten kommt auf jeweils einer pazifischen Inselgruppe vor. Die Philippinische Segelechse auf den Philippinen, die Molukkensegelechse auf den Molukken, die Ambon-Segelechse auf Ambon, Buru und Ceram und die Sulawesi-Segelechse und Hydrosaurus microlophus auf Sulawesi.
- Ambon-Segelechse (H. amboinensis (Schlosser, 1768))
- Philippinische Segelechse (H. pustulatus (Eschscholtz, 1829))
- Molukkensegelechse (H. weberi Barbour, 1911)
- Sulawesi-Segelechse (H. celebensis Peters, 1872)
- Hydrosaurus microlophus